# Opharus flavicostata
Opharus flavicostata là một loài bướm đêm thuộc phân họ Arctiinae, họ Erebidae.